# رهونگن
رهونگن (به آلمانی: Rehungen) یک منطقهٔ مسکونی در آلمان است که در Sollstedt واقع شده‌است. رهونگن ۴۹۳ نفر جمعیت دارد.